# 105 pr. n. št.
105 pr. n. št. je bilo leto predjulijanskega rimskega koledarja.
Oznaka 105 pr. Kr. oz. 105 AC (Ante Christum, »pred Kristusom«), zdaj posodobljeno v 105 pr. n. št., se uporablja od srednjega veka, ko se je uveljavilo številčenje po sistemu Anno Domini.

## Dogodki
- Marij in Sula porazita Jugorto.